# والتر بویس
والتر بویس (انگلیسی: Walter Boyce؛ زادهٔ ۲۵ اکتبر ۱۹۴۶) مهندس، و راننده رالی اهل کانادا بود.